# Asilo de las Hermanitas de los Pobres de Santiago
El Asilo de las Hermanitas de los Pobres de Santiago es un edificio ubicado en la calle Carmen esquina Ventura Lavalle, en el centro de la ciudad de Santiago, Chile. Construido en 1898 funcionó como convento y como asilo hasta el terremoto de 2010, que dejó al edificio con serios daños, debiendo ser desalojado. Fue declarado Monumento Nacional de Chile, en la categoría de Monumento Histórico, mediante el Decreto nº 151, del 19 de marzo de 2012. Luego en 2017 fue adquirido por el Alcalde de Santiago Felipe Alessandri Vergara para el Municipio para ser transformado en Edificio Consistorial y Centro Comunitario para los vecinos del sector Matta Sur. Se espera que abra sus puertas el 2023.

## Historia
La Congregación de las Hermanitas de los Pobres fue fundada en el año 1839 por Juana Jugan en Saint-Servan, Francia, asentándose en Chile gracias a Juana Ross de Edwards y al arzobispo Mariano Casanova.
El terreno donde se ubicaron en Santiago fue donado por Rosario Fernández Concha, mandando a construir el asilo de ancianos al arquitecto francés Eugène Joannon Crozier en 1898.
Luego del terremoto de 2010 el edificio sufrió severos daños, por lo que tuvo que ser desalojado. Las religiosas de la congregación intentaron demoler el edificio para construir uno nuevo, siendo rechazado el permiso de demolición por la Dirección de Obras de la Municipalidad de Santiago en junio de 2011. Los ancianos que vivían en el asilo fueron trasladados a otras casas de la congregación, en Avenida San Pablo, y en la ciudad de Viña del Mar.

## Descripción
La planta del edificio es en forma de H, contando con una capilla ubicada en el eje central, que a su vez separa las zonas para hombres y para mujeres. Su estructura es de ladrillos a simple vista, con arcos de distinto tipo formando puertas y ventanas, usando además hormigón armado en los entrepisos.
Su fachada hacia calle Carmen se retrae, dejando espacio para un jardín anterior de palmeras. Hacia el oriente, presenta otro jardín utilizado como espacio de esparcimiento, siendo de mayor tamaño que el jardín anterior.